# Transformers: Cyberverse
Transformers: Cyberverse  é uma série animada CGI produzido pela Boulder Media Limited e Allspark Animation e distribuido pela Hasbro Studios. Nos Estados Unidos, foi exibido em 1 de setembro de 2018, no canal Cartoon Network. No Brasil, estreou em 9 de outubro de 2018, às 16:30, no canal Cartoon Network (Brasil) e também pelo canal de televisão aberto Loading em 7 de dezembro. Em Portugal, só estreou a 3ª temporada em 7 de agosto de 2023, às 15:00, no canal Panda Kids.

## Enredo
Quando Bumblebee  começa a sofrer amnésia, sua parceira, Windblade, vem ao resgate e conserta seus chips de memória, permitindo-lhe redescobrir suas aventuras passadas em Cybertron. Uma vez que suas memórias são consertadas, Bumblebee recebe uma pista que levará tanto ele quanto Windblade a completar sua missão atual e salvar seus amigos, sem saber que Megatron enviou seus assassinos Decepticons para caçá-los.

## Personagens

### Autobots
- Bumblebee (dublado pelo Jeremy Levy)[5]
- Grimlock (dublado por Ryan Andes)[6]
- Optimus Prime (dublado por Jake Tillman)[5]
- Windblade (dublado por Sophia Isabella)[5]
- Blurr
- Wheeljack (dublado por Billy Bob Thompson)
- Ratchet
- Hot Rod
- Prowl[7]
- Arcee
- Chromia
- Perceptor

### Decepticons
- Megatron (dublado por Marc Thompson)[6]
- Shadow Striker (dublado por Deanna McGovern)[6]
- Shockwave (dublado por Ryan Andes)[6]
- Seekers
  - Starscream (dublado por Billy Bob Thompson)[6]
  - Slipstream (dublado por Lianne Marie Dobbs)[8]
  - Thundercracker (dublado por Ben Bott)
  - Nova Storm (dublado por Saskia Marx)
  - Acid Storm
- Soundwave (dublado por Marc Swint)

## Episódios

### 1ª Temporada: Chapter 1 (2018)
| # | #  | Título                                       | Audiência (em milhões) | Dirigido por                 | Escrito por    | Exibição original                                                  |
| --- | -- | -------------------------------------------- | ---------------------- | ---------------------------- | -------------- | ------------------------------------------------------------------ |
| 1 | 1  | "Fraturado" "Fractured"                      | 0.14                   | Robert Cullen Ehud Landsberg | Randolph Heard | 1 de setembro de 2018 9 de outubro de 2018                         |
| Windblade chega na Terra antes dos Decepticons e conhece seu velho amigo Bumblebee, que não tem ideia de quem ela é.                                                    |    |                                              |                        |                              |                |                                                                    |
| 2 | 2  | "Memória" "Memory"                           | 0.21                   | Jean Texier                  | Zac Atkinson   | 8 de setembro de 2018 16 de outubro de 2018                        |
| Percebendo que a memória de Bumblebee está em má forma, a Windblade deve recorrer a medidas extremas para tentar ajudar a consertar o amigo.                            |    |                                              |                        |                              |                |                                                                    |
| 3 | 3  | "AllSpark" "AllSpark"                        | 0.19                   | Robert Cullen Ehud Landsberg | Gavin Hignight | 15 de setembro de 2018 23 de outubro de 2018                       |
| Enquanto procura suas memórias para entender o Allspark, Bumblebee faz uma descoberta mais importante... a memória de seu amigo Optimus Prime.                          |    |                                              |                        |                              |                |                                                                    |
| 4 | 4  | "A Jornada" "The Journey"                    | 0.19                   | Jean Texier                  | Eugene Son     | 22 de setembro de 2018 30 de outubro de 2018                       |
| Durante sua jornada de Cybertron, os suprimentos da ARK Energon se esgotam e a tripulação desesperada é forçada a entrar em estase.                                     |    |                                              |                        |                              |                |                                                                    |
| 5 | 5  | "Picos Nevados" "Whiteout"                   | 0.20                   | Robert Cullen Ehud Landsberg | Kate Leth      | 28 de setembro de 2018 6 de novembro de 2018                       |
| Uma pista misteriosa da memória de Bumblebee leva Windblade em uma jornada traiçoeira.                                                                                  |    |                                              |                        |                              |                |                                                                    |
| 6 | 6  | "Megatron é Meu Herói" "Megatron Is My Hero" | 0.17                   | Jean Texier                  | Peter Di Cicco | 30 de setembro de 2018 6 de outubro de 2018 13 de novembro de 2018 |
| Windblade tenta fazer Bee entender quem é Megatron. |    |                                              |                        |                              |                |                                                                    |
| 7 | 7  | "Cubo" "Cube"                                | ASA                    | Robert Cullen Ehud Landsberg | Randolph Heard | 7 de outubro de 2018 13 de outubro de 2018 20 de novembro de 2018  |
| Bumblebee aprende como conheceu Windblade pela primeira vez e revive um encontro da Golden Age com um jovem Starscream e seus Seekers.                                  |    |                                              |                        |                              |                |                                                                    |
| 8 | 8  | "Velocidade Terminal" "Terminal Velocity"    | ASA                    | Jean Texier                  | Gavin Hignight | 7 de outubro de 2018 20 de outubro de 2018 27 de novembro de 2018  |
| Bumblebee explora uma lembrança de pesadelo de sua visita a Velocitron, enquanto Windblade pilota o ônibus espacial em uma briga implacável com os Seekers Decepticons. |    |                                              |                        |                              |                |                                                                    |
| 9 | 9  | "Shadowstriker"                              | ASA                    | Robert Cullen Ehud Landsberg | Kate Leth      | 14 de outubro de 2018 27 de outubro de 2018                        |
| Bumblebee revisita as memórias de seu arqui-inimigo Shadow Striker e descobre que há mais em ser um herói do que apenas saber lutar.                                    |    |                                              |                        |                              |                |                                                                    |
| 10 | 10 | "MacCadam’s"                                 | ASA                    | Jean Texier                  | Zac Atkinson   | 14 de outubro de 2018 3 de novembro de 2018                        |
| Bumblebee lembra-se do MCadam, seu ponto de encontro favorito no Cybertron.                                                                                             |    |                                              |                        |                              |                |                                                                    |
| 11 | 11 | "Sabotage"                                   | ASA                    | TDA                          | TDA            | 21 de outubro de 2018 10 de novembro de 2018                       |
| Shockwave faz armadilha com Bumblebee, em uma falsa memória projetada para convencê-lo de que ele é um Decepticon.                                                      |    |                                              |                        |                              |                |                                                                    |
| 12 | 12 | "Teletraan-X"                                | ASA                    | TDA                          | TDA            | 21 de outubro de 2018 17 de novembro de 2018                       |
| Windblade e Bumblebee traçar um sinal Autobot e encontrar-se atraído por uma armadilha criada por Slipstream e seus Seekers.                                            |    |                                              |                        |                              |                |                                                                    |
| 13 | 13 | "Matrix of Leadership"                       | ASA                    | TDA                          | TDA            | 28 de outubro de 2018 24 de novembro de 2018                       |
| Bee aprende o significado da liderança através dos três memórias de Optimus Prime.                                                                                      |    |                                              |                        |                              |                |                                                                    |
| 14 | 14 | "Siloed"                                     | ASA                    | TDA                          | TDA            | 28 de outubro de 2018                                              |
| Os Seekers tentam extrair a localização da Arca das memórias de Windblade.                                                                                              |    |                                              |                        |                              |                |                                                                    |
| 15 | 15 | "King of the Dinosaurs"                      | ASA                    | TDA                          | TDA            | 4 de novembro de 2018                                              |
| Windblade e Bee descobrir um Autobot enterrado que acaba por ser um velho amigo.                                                                                        |    |                                              |                        |                              |                |                                                                    |
| 16 | 16 | "The Extinction Event"                       | ASA                    | TDA                          | TDA            | 4 de novembro de 2018                                              |
| A recém-formada equipe de Autobots deve impedir que a Shockwave destrua toda a vida no planeta.                                                                         |    |                                              |                        |                              |                |                                                                    |
| 17 | 17 | "Awaken Sleeping Giants"                     | ASA                    | TDA                          | TDA            | 11 de novembro de 2018                                             |
| A equipe Autobot finalmente descobre a localização da Arca. |    |                                              |                        |                              |                |                                                                    |
| 18 | 18 | "Eruption"                                   | ASA                    | TBA                          | TBA            | 11 de novembro de 2018                                             |
| A equipe Autobot deve lutar contra o Shockwave e seus Decepticons para defender a Arca e despertar o Optimus Prime e os outros Autobots.                                |    |                                              |                        |                              |                |                                                                    |

## Produção
Transformers: Cyberverse foi anunciado pela primeira vez durante a Hasbro Media e Investor Day em agosto de 2017. Foi revelado que a primeira temporada, intitulada "Chapter 1", seria transmitida em 2018. Uma segunda temporada, intitulada "Chapter 2", também será transmitida em 2019. A série irá colocar mais ênfase nos personagens.[carece de fontes?] A primeira temporada está prevista para dezoito episódios de onze minutos.
Um clipe de 1 minuto de um dos episódios da série foi exibido no San Diego Comic-Con de 2018, ao lado da introdução do programa.